# Clyde Simms
Clyde Simms (Jamestown, 21 agosto 1982) è un ex calciatore statunitense, di ruolo difensore.